# Горовиц, Пинхас
Пинхас Горовиц (1731, Польша — 1805, Франкфурт-на-Майне) — раввин, автор комментариев к Талмуду, противник Моисея Мендельсона и гонитель Хаскалы (Еврейского просвещения).

## Биография
Родился в Польше получил раввинское образование, занимал некоторые раввинские посты, пока не обратил на себя внимание решением по сложному бракоразводному процессу, после чего занял пост раввина крупной еврейской общины во Франкфурте-на-Майне в 1771 году. Написал комментарии к нескольким трактатам Талмуда, к некоторым частям кодекса Шулхан Арух, а также респонсы, использовал метод пилпул (pilpul). Был одним из учителей раввина Хатам Софер. Занимался и каббалой.
Последовательно, но безуспешно пытался предотвратить культурные и общественные изменения в жизни евреев Германии. Воспротивился в 1794 году включению в программу еврейских школ светских предметов. Запретил сочинения Моисея Мендельсона и даже одобрил в 1782 году их сожжение. Возражал против любых самых малых изменений в еврейском Богослужении таких, например, как хоральное пение.
Под конец жизни, видимо, несколько смягчил взгляды, так как в 1803 году одобрил немецкий перевод молитвенника на праздники (Махзор). Последние несколько лет жизни был слепым, и его дело продолжил сын — Цви Гирш Горовиц.
Позднее именно Франкфуртская община под руководством раввина Ш. Р. Гирша стала оплотом нео-ортодоксального течения в иудаизме. Рабби Гирш разрешил хоральное пение в синагоге.